# Транспорт Миколаєва

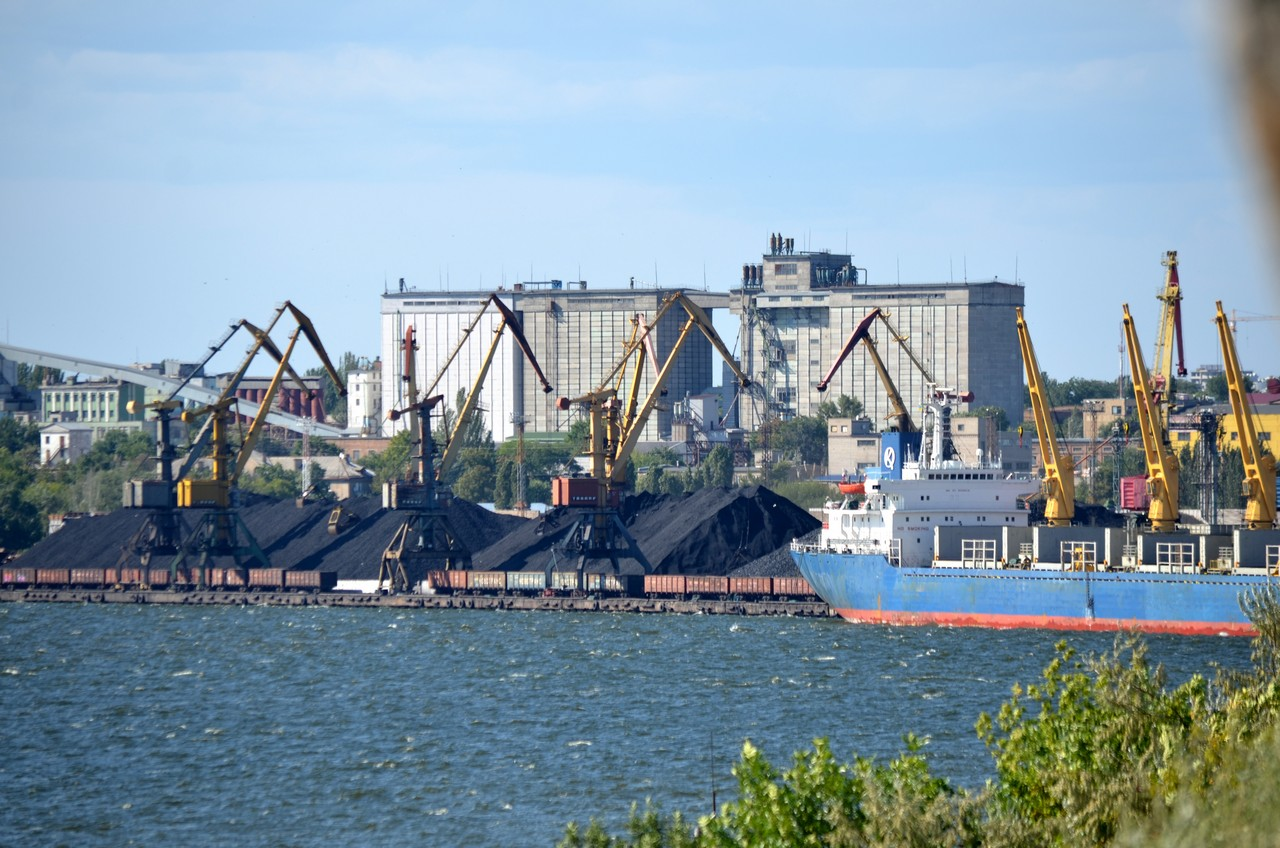
Миколаївський морський торговельний порт

У Миколаєві функціонує автобусний, тролейбусний, трамвайний види транспорту, маршрутні таксі. Головною магістраллю міста є Центральний проспект. Миколаїв сполучений залізницею, автобусними маршрутами, морським транспортом і аеропортом з багатьма містами, портами і країнами світу.

## Міжнародні та національні автомобільні шляхи

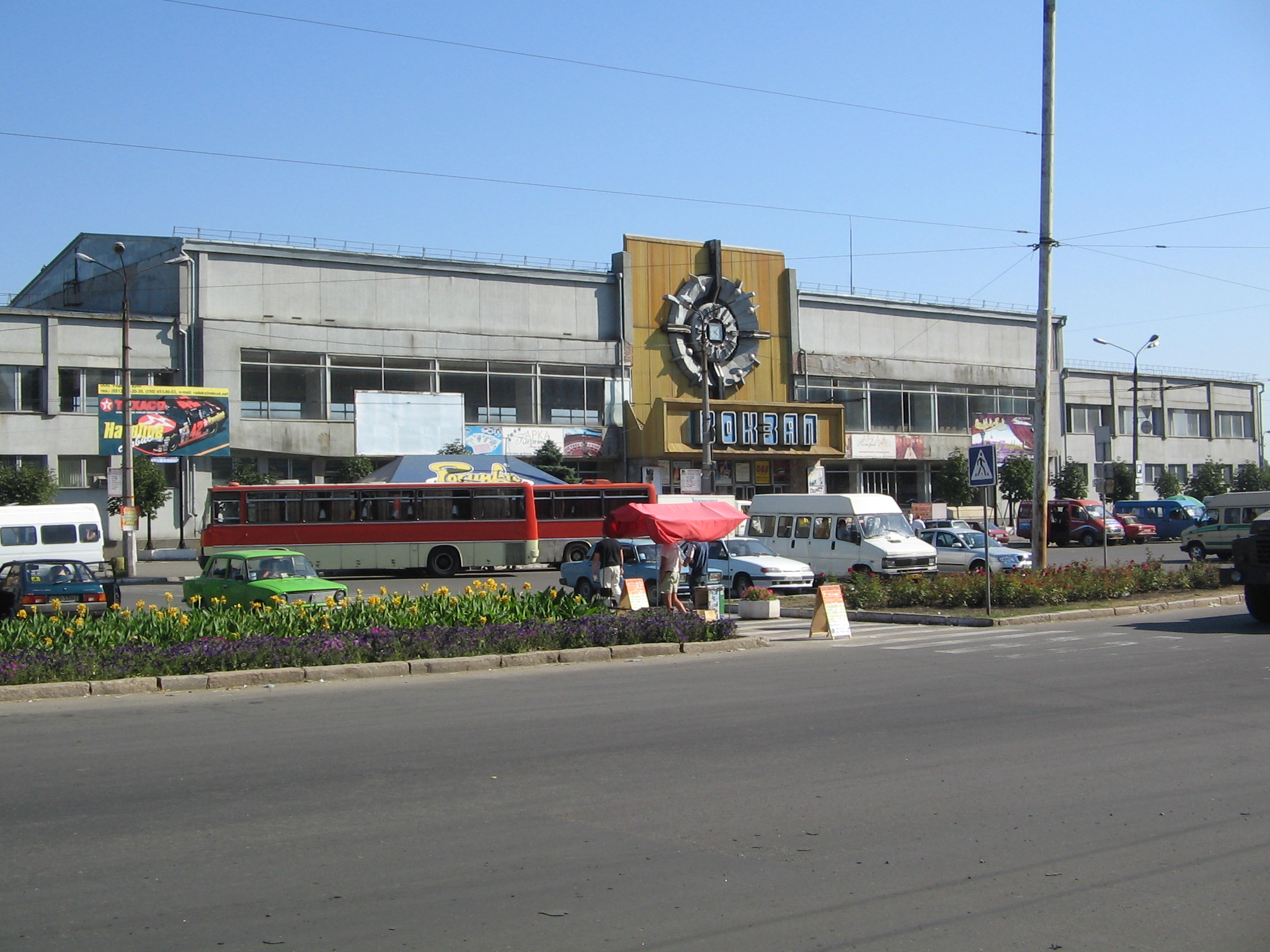
Станція Миколаїв

- Через Миколаїв пролягає Євроазіатський транспортний коридор: Одеса — Миколаїв — Херсон — Джанкой — Керч.
- Через Миколаїв також пролягає коридор ЧЕС (Чорноморського економічного співробітництва): Рені — Ізмаїл — Одеса — Миколаїв — Херсон — Мелітополь — Бердянськ — Маріуполь — Новоазовськ.
- Миколаїв пов'язаний автодорогою Н24 (Ульяновка — Миколаїв) з автомагістраллю М05 (Одеса — Київ), яка, в свою чергу, пов'язана з автодорогою М12 в районі міста Умань, має вихід на трасу Люблін — Варшава — Гданськ (Польща). Довжина шляху Гданськ — Миколаїв становить 1530 кілометрів.
- Через Миколаїв проходить автодорога М14 (Одеса — Новоазовськ), що має вихід на автомагістраль М18 (Ялта — Сімферополь — Харків).
- Також від Миколаєва починаються автодороги Н11 (Дніпропетровськ — Кривий Ріг — Миколаїв) та Н14 (Олександрівка — Кропивницький — Миколаїв)

## Залізничний транспорт
До складу залізничного транспорту входять локомотивне та вагонне депо, залізничні станції Миколаїв-Вантажний, Жовтнева, Кульбакине, Прибузька, Горохівка, парк-станції «Миколаїв-рудний» і «Морський порт», а також Ольшанське міжгалузеве підприємство промислового залізничного транспорту.

## Водний транспорт

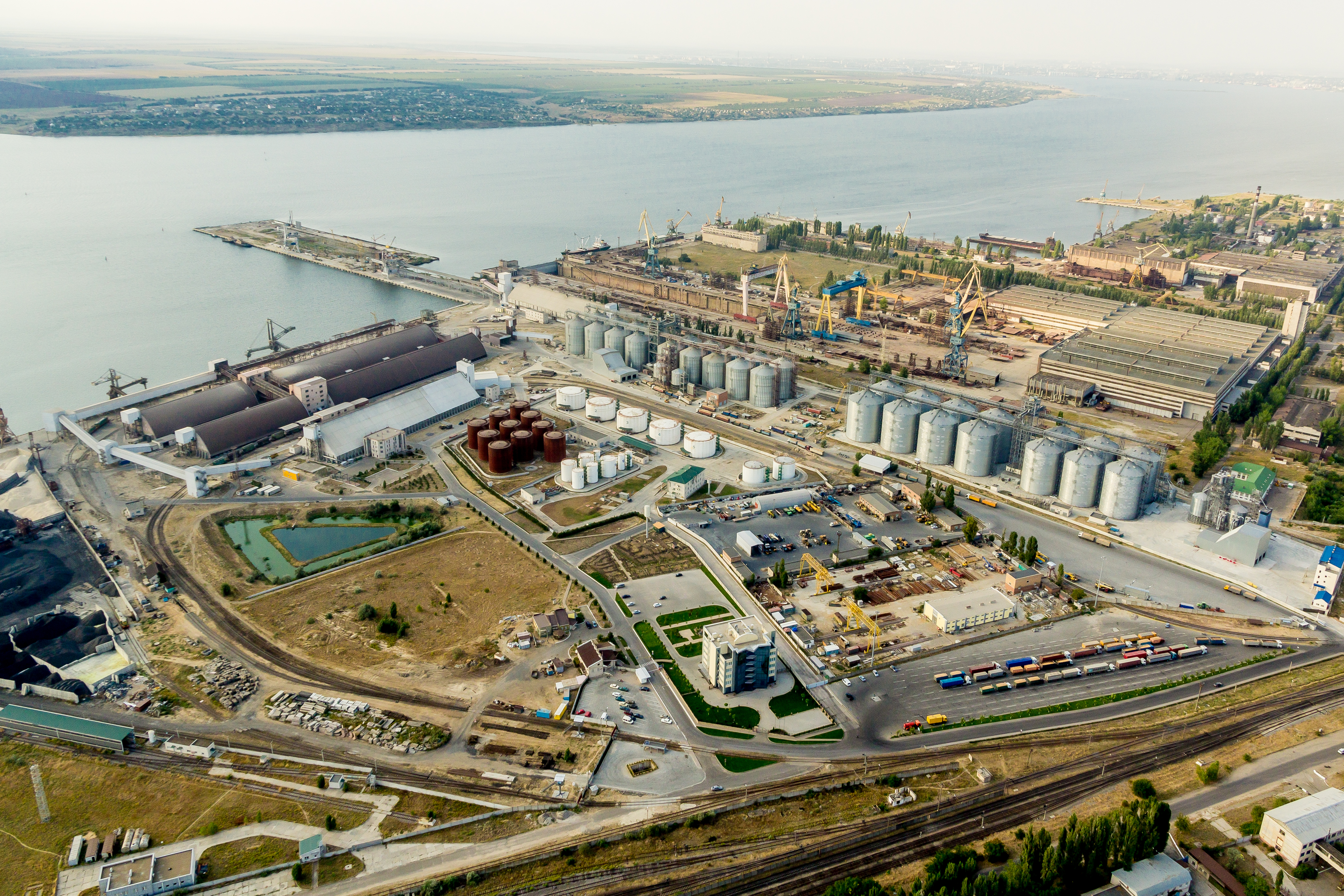
Морський спеціалізований порт «Ніка-Тера»

Водний транспорт представлений трьома морськими портами і одним річковим, а також низкою приватних терміналів. Акваторії портів з'єднується з морем через Дніпровсько-Бузький-лиманський канал. Канал починається біля острова Березань і тягнеться на 44 милі до порту Миколаїв. Канал складається з 13 колін, 6 з них проходять по Дніпровському лиману, а інші — по річці Південний Буг. Ширина каналу 100 метрів, глибина — 10,5 метрів.
- Миколаївський морський торговельний порт
- Спеціалізований морський порт «Ольвія»
- Дніпро-Бузький морський торговельний порт
- Миколаївський річковий порт
- Морський спеціалізований порт «Ніка-Тера»

## Авіаційний транспорт

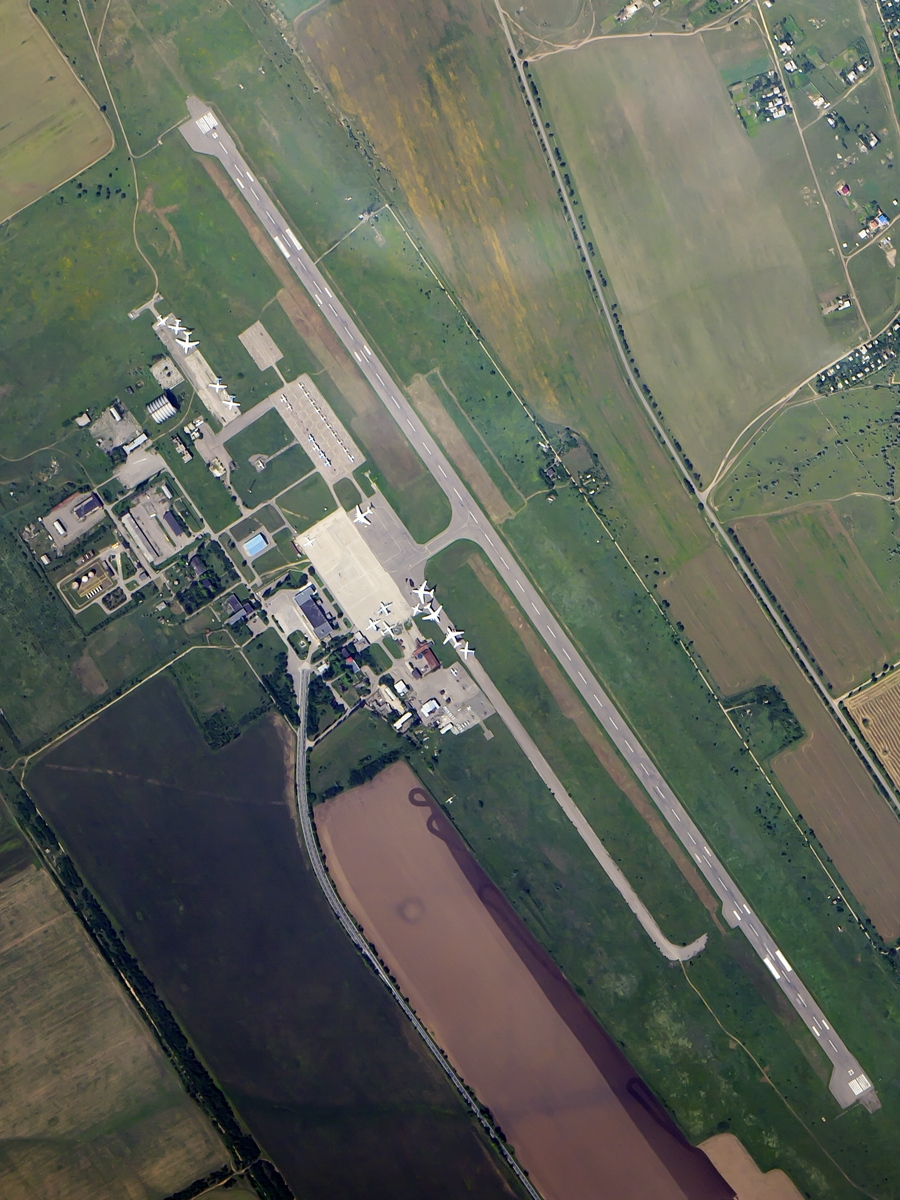
Миколаївський міжнародний аеропорт

Представлений двома аеропортами і аерокомпаніями, що на них базуються.
- Комунальне підприємство «Міжнародний аеропорт „Миколаїв“» — входить в число найбільших і найбільш технічно обладнаних аеропортів півдня України.
- Аеродром «Кульбакине» — аеродром I класу.

## Міський електротранспорт

### Трамвай
Довжина трамвайних ліній становить 69 кілометри. З 1897 по 1925 роки миколаївський трамвай працював на кінній тязі. З 1915 року також було організовано рух трамваю на електричній тязі, яка діє і досі. Спочатку колія становила 1000 мм, а в 1952–1972 рр. була перероблена під стандартну.

### Тролейбус
Довжина тролейбусних ліній становить 59 кілометрів. Миколаївський тролейбус діє з 29 жовтня 1967 року.